# チェルシー・チャームズ
チェルシー・チャームズ（Chelsea Charms、 1976年3月7日 - ）は、アメリカ合衆国のポルノ女優。ミネソタ州出身。